# Заяц, Юрий Григорьевич
Ю́рий Григо́рьевич За́яц (22 декабря 1956, Львов) — советский шоссейный велогонщик, выступал за сборную СССР во второй половине 1970-х годов. Победитель Велогонки Мира 1977 года в командном зачёте, заслуженный мастер спорта. Также известен как спортивный функционер, спортивный директор украинской континентальной команды ISD-Lampre Continental.

## Биография
Юрий Заяц родился 22 декабря 1956 года в городе Львове Украинской ССР.
Впервые заявил о себе в сезоне 1974 года, когда завоевал серебряную медаль на шоссейном чемпионате Европы среди юниоров в Варшаве, уступив в финале лишь соотечественнику Сергею Шелпакову. Кроме того, победил здесь в командной гонке с раздельным стартом вместе с Шелпаковым, Владимиром Шаповаловым и Алексеем Шевченко.
Наибольшего успеха на международном уровне добился в 1977 году, когда попал в основной состав советской национальной сборной и благодаря череде удачных выступлений удостоился права защищать честь страны на многодневной Велогонке Мира. В личном зачёте генеральной классификации занял одиннадцатое место, при этом дважды попадал на подиум: стал вторым на третьем этапе и третьим на двенадцатом этапе. В составе команды, куда также вошли такие гонщики как Александр Аверин, Валерий Чаплыгин, Ааво Пиккуус, Владимир Осокин и капитан Александр Гусятников, одержал победу в командном зачёте. За это выдающееся достижение по итогам сезона удостоен почётного звания «Заслуженный мастер спорта СССР».
В конце 2000-х — начале 2010-х годов работал спортивным директором в донецкой команде континентального тура ISD-Lampre Continental.